# Monte Pelmo
Monte Pelmo – szczyt w Dolomitach w okolicy miejscowości San Vito di Cadore.

## Historia zdobycia
Z pozoru wygląda na zupełnie niedostępny. Wyruszając z miejscowości Borca di Cadore zdobył go jako pierwszy dniu 19 września 1857 r. irlandzki alpinista, naturalista i polityk John Ball. Samotne wejście (opłacony wcześniej miejscowy góralski przewodnik wycofał się ze strachu!) odbyło się charakterystyczną długą, prawie poziomą półką skalną, zwaną do dziś Półką Balla (wł. Cengia di Ball, ang. Ball ledge).